# Pour Sama
Pour plus de détails, voir Fiche technique et Distribution.
Pour Sama (For Sama) est un film documentaire anglo-américain réalisé par Waad al-Kateab et Edward Watts sorti le 9 octobre 2019.

## Synopsis
Le film se déroule dans la ville d'Alep entre 2011 et 2016, pendant le soulèvement révolutionnaire, la guerre civile syrienne et le siège d'Alep. Il raconte la vie d'une jeune étudiante syrienne, Waad al-Kateab, qui filme son quotidien, depuis les premières manifestations étudiantes de 2011 jusqu'aux bombardements sur la zone assiégée à l'est de la ville.  
La descente aux enfers des habitants d'Alep est vue à travers le prisme de sa vie personnelle, sa rencontre puis son mariage avec Hamza, jeune médecin, et le quotidien de celui-ci à l'hôpital, puis la naissance et la première année de leur fille, Sama,.  

## Réalisation
Waad al-Kateab a filmé son quotidien de 2011 à 2016. Edward Watts, documentariste britannique, l’a aidée à effectuer un tri parmi cinq cents heures d'images brutes qu'elle avait filmées d'abord avec un téléphone portable, puis avec une caméra, afin de réaliser un film de 95 minutes,.
Le film se veut un témoignage, une lettre ouverte d'une mère à sa fille, pour expliquer à Sama le choix de ses parents de rester à Alep malgré la terreur de cette guerre. 

« Tu sauras ma fille pourquoi nous sommes restés jusqu’au dernier moment chez nous à Alep », raconte la réalisatrice, « pourquoi tu as dû endurer toutes ces peurs et tous ces traumatismes. »

Pour Waad al-Kateab, il s'agit également de montrer d'enregistrer et d'archiver ce qui se passe à Alep, dès le début de la répression meurtrière des manifestations par le régime de Bachar al-Assad. Elle estime faire partie des nombreux journalistes-citoyens syriens. « Quand la guerre sera terminée, je suis sûre que d'autres archives sortiront, et j'espère qu'elles seront utilisées dans des procédures judiciaires, je sais que de nombreuses personnes y travaillent. »
Cependant, lors de la réalisation avec Edward Watts, l'objectif évolue. Les deux réalisateurs se rendent compte en montrant leur travail à des proches qu'il est nécessaire de trouver un équilibre entre désespoir et espoir, entre mort et vie. Ils s'emploient également à laisser de côté les images les plus insoutenables, telles une pile de cadavres de très jeunes enfants, et à ne pas porter atteinte à la dignité individuelle.

## Réception
Le film est ovationné plusieurs minutes par le public à Cannes,. Le même accueil lui est réservé lors de sa projection dans le cadre du prix Bayeux Calvados-Normandie des correspondants de guerre, où la réalisatrice a déjà reçu deux prix en 2017 pour son reportage Le Dernier Hôpital d’Alep détenu par les rebelles.

## Distinctions

### Récompenses
- Festival de Cannes 2019 : Prix de L'Œil d'or (ex-aequo avec La Cordillère des songes de Patricio Guzmán)[8]
- Grand prix long métrage du jury et du public du South by Southwest festival en mars 2019[9]
- Grand prix et prix du public du festival War on Screen 2019[10]
- Journées cinématographiques de Carthage 2019 : Tanit d’argent pour les longs métrages documentaires
- Prix du cinéma européen 2019 : Meilleur film documentaire
- BAFTA 2020 : Meilleur film documentaire[11]
- BIFA 2019 : Meilleur film[12]

### Nominations
- Oscars 2020 : Meilleur film documentaire
- BAFTA 2020 : 
  - Meilleur film britannique
  - Meilleur film en langue étrangère
  - Meilleur nouveau scénariste, réalisateur ou producteur britannique